# Radovan jazić
Radovan Jazić 22.6.1952 , šahist iz Bosne i Hercegovine. Rođen u Donjim Petrovićima, Bosanska Krupa, Bosna i Hercegovina.
Trenutno živi u Banja Luka entitet Republika Srpska Bosna i Hercegovina.

## Chess career
Radovan Jazić poznati je šahist. Stekao na sajtu Fide Arena -titulu Fide Master.
Neki od uspjeha na šahovskim turnirima uključuju sljedeće:
·      Sajam 18 Novi Sad 13.4.2016 do15. 4.2016  - osvojeno 3. mjesto
·      Open hotel Sajam 10 Novi Sad13.1.2016 do 16. 1. - osvojeno 3. mjesto
·      Open treća subota Novi Sad - osvojeno 2. mjesto
·      Otvoreni Sajam Novi Sad 1.8.2015 do do 5. 8.2015 - osvojeno 1. mjesto

## Poslovni život
Radio 40 godina kao kordinator instruktor za dalekovode viskog napona u Elektroprenos, Bosna I Hercegovina.Radio na pregledu dalekovoda visokog napona.Prešao sam pješice  desetine hiljada kilometara.Vidio sve gradove i sela rijeke puteve brda planine Bosne i Hercegovine.Napisao sam preko 500 komentara političkih za fb.Napisao sam i pišem dalje za stranice VISIT Bosne I Hercegovina.Pisao pišem i dalje za stranice ostale, kao stranica Podgrmeč u mom srcu.Napisao sam hiljadu članaka o svim gradovima selima Bosne i Hercegovine.Diplomirani ing mašinstva profesor matematike.Danas sam penzioner sa preko 40 godina radnog staža.

## Izvori
Radovan Jazić Fide službena stranica